# Antonio Grech Delicata
Antonius Grech Delicata Testaferrata Cassia (* 21. Februar 1823 in Valletta; † 31. Dezember 1876 ebenda) war ein maltesischer römisch-katholischer Geistlicher und Bischof von Gozo.

## Leben
Er entstammte einer maltesischen Adelsfamilie und empfing am 19. Oktober 1845 das Sakrament der Priesterweihe.
Am 17. Mai 1867 wurde er zum Titularbischof von Calydon ernannt. Die Bischofsweihe spendete ihm am 14. Juli desselben Jahres der Kardinalbischof von Albano Lodovico Altieri; Mitkonsekratoren waren Erzbischof Alessandro Franchi und Paolo Antonio Micaleff OESA, Bischof von Città di Castello. Am 15. November 1867 wurde er zum Apostolischen Administrator des Bistums Gozo ernannt und am 24. September 1868 zum Bischof von Gozo. Er nahm am 24. Januar 1869 feierlich von seinem Bistum Besitz. Antonio Grech Delicata war Teilnehmer des Ersten Vatikanischen Konzils.